# Serious Sam: The First Encounter
Serious Sam: The First Encounter è uno sparatutto in prima persona sviluppato dal team di programmatori croati Croteam e pubblicato nel 2001 da GoD (Gathering of Developers); per il buon successo ottenuto è stato presto seguito da altri tre episodi, Serious Sam: The Second Encounter (più un'espansione che un vero e proprio seguito, sebbene First Encounter non sia necessario per giocare), Serious Sam II e Serious Sam 3: BFE.

## Trama
In un futuro in cui finalmente l'umanità ha la possibilità di esplorare la galassia grazie ad alcune scoperte riguardanti una civiltà aliena molto sviluppata che ha abitato in precedenza la Terra, vi è un fatale contatto con una bellicosa razza aliena che dichiara guerra; gli esseri umani sono sconfitti e devono indietreggiare, sino al loro pianeta di origine.
A questo punto, per la salvezza dell'umanità, resta solo una chance: sfruttare un marchingegno antichissimo per portare un solo uomo indietro nel tempo, al fine di bloccare sul nascere la minaccia aliena. Questo uomo è Sam "Serious" Stone, un eroe che ha dimostrato coraggio e abilità nei combattimenti contro gli alieni.

## Modalità di gioco
Il gioco è uno sparatutto in prima persona dove si devono eliminare nemici di vario genere e di crescente potenza. Appartiene a quella categoria videoludica dove i nemici da uccidere sono spesso deboli ma presenti in quantità enormi. All'inizio del gioco è possibile scegliere fra vari livelli di difficoltà: dal più semplice (Turista) al più difficile (Serious), con differenze sostanziali. Al livello più semplice lo stato di salute si ricaricherà stando fermi, i nemici saranno deboli e relativamente pochi. Al livello di difficoltà maggiore invece i nemici arriveranno "a tonnellate" e sarà un problema contenerli.
Oltre la difficoltà Serious è presente anche una difficoltà sbloccabile solo se viene finito il gioco, la difficoltà Mental: in questa difficoltà i nemici potranno diventare invisibili per qualche secondo e colpire da dietro o disorientare il videogiocatore. Caratterizzato da un citazionismo assai marcato, questo titolo riprende molti elementi mutuati principalmente da sparatutto classici. Da Doom eredita vari tipi di mostri e il concetto di arena aperta; da Quake i giubbetti di armor e il feeling "castellano" delle ambientazioni chiuse; da Duke Nukem 3D la caratterizzazione "ignorante" del protagonista.

## Motore grafico
Il motore grafico del gioco, chiamato "Serious Engine", è stato interamente sviluppato dai Croteam utilizzando OpenGL, ed è specificamente concepito per muovere con fluidità un gran numero di personaggi in contesti molto vasti, come le arene aperte che caratterizzano il titolo. Forse la caratteristica più impressionante di questo motore grafico è proprio la sua notevole scalabilità: il movimento della scena, infatti, procede fluidamente e "non scatta" sia quando sullo schermo sono visibili pochi personaggi, sia quando si animano decine e decine di entità.
Il motore implementa una notevole quantità di features, fra cui riflessi in tempo reale, nebbia volumetrica, foschia, bump mapping, lens flare (l'effetto del sole negli obiettivi, che crea una colonna di luce mobile - come spesso si vede dalle telecamere montate sugli abitacoli delle macchine di formula 1), ombre dinamiche, movimenti dell'acqua, del fuoco, cascate ed algoritmi avanzati per gestire i livelli di dettaglio (level of details - LOD) degli oggetti e dei mondi.

## Armi
Le armi che si possiedono nel gioco sono le seguenti:
- Shofield.45 con RTM: pistola da sei colpi, fornita con un rifornitore di munizioni che consente colpi infiniti, se ne possono impugnare una per mano. Arma dal basso danno ma di buona precisione dalla distanza.
- Coltello militare: coltello in acciaio usato per colpire in silenzio senza creare scompiglio tra i nemici.
- Fucile a pompa calibro 12: spara ripetutamente e con una ricarica abbastanza veloce. Valido da distanze ravvicinate e medie.
- Doppietta: fucile calibro 12 a canna doppia, è molto potente su nemici medi a corte distanze, lenta ricarica. Usa le stesse cartucce del fucile a pompa.
- Lanciarazzi XPML21: arma di grosso danno, valida contro grandi bersagli e per sfoltire gruppi di nemici. Dal livello di difficoltà normale in poi, sarà possibile usare la tecnica del Rocket Jumping.
- Mitragliatrice Thompson M1A1: comoda arma automatica, con medio volume di fuoco.
- Mitragliatore XM214-A: eccellente mitragliatore a canne rotanti valido contro tutti i tipi di nemici. Non ha bisogno di ricarica o raffreddamento, ma consuma in maniera esagerata le munizioni, che condivide col Thompson.
- Lanciagranate MK3: potente quanto il lanciarazzi, in grado di eliminare nemici grandi o gruppi di nemici deboli in poco tempo. La sua struttura permette alle granate di rimbalzare sui muri e stanare i nemici nascosti. Rispetto al lanciarazzi, sparare una granata su di sé potrebbe provocare la morte istantanea. Inoltre è possibile regolare la velocità e la distanza di lancio tenendo premuto il tasto di fuoco.
- Pistola Laser XL2: arma laser molto versatile su ogni tipo di nemico, non soffre surriscaldamento. Rispetto al mitragliatore, però, dispone di meno munizioni.
- Cannone SBC: l'arma più potente del gioco. Si tratta di un cannone portatile che spara palle di uranio impoverito in grado di annientare grossi nemici o grandi schiere con pochissimi colpi, inoltre quest'arma è in grado di rimbalzare sui muri. Dopo essere sparate, le palle esplodono dopo pochi secondi. Come nel lanciagranate, tenendo premuto il tasto di fuoco, si potrà regolare la velocità e la distanza delle palle di cannone. Appena 30 colpi si possono accumulare.

## Mostri e nemici
I mostri principali di questo primo episodio del gioco sono:
- Headman (Soldato di Sirio): umanoide senza testa. Ve ne sono 4 varianti: il lanciarazzi (spara un proiettile alla volta), il lanciamissili (spara più proiettili insieme), il dinamitardo (lancia delle bombe addosso al giocatore) e il kamikaze (corre verso il giocatore gridando a squarciagola ed esplodendo nelle sue immediate vicinanze).
- Eyeman (Gnaar): entità mangiatrice di uomini con un occhio solo. Ne esistono due tipi: il maschio, più piccolo e debole, e la femmina, più forte e in grado di rendersi invisibile. Alcuni possono volare con la sola testa limitandosi a mordere Sam. Sono un riferimento al Pinky Demon del primo Doom.[senza fonte]
- Boneman (Scheletro Kleer): scheletro equinomorfo cornuto, da lontano lancia delle bolas mentre nel corpo a corpo colpisce con degli zoccoli acuminati.
- Werebull (Toro Mutante Siriano): toro alieno, si lancia verso Sam con una carica tale da scagliarlo in aria.
- Scorpman (Aracnoide): metà uomo metà scorpione, ce ne sono due tipi: uno piccolo e giallo ed uno rosso più grande e robusto. Dalle distanze attacca con la sua mitragliatrice, mentre da vicino dispone di un pungiglione velenoso altamente letale.
- Walker (Biomeccanoide): grande essere biomeccanico. Ne esistono due tipi: uno piccolo di colore blu che spara laser ed uno più grande, di colore rosso, che spara missili.
- Arpie: nemici femminili con ali e artigli di uccello, colpiscono dalla distanza con attacchi magici e attaccano in picchiata. Se gravemente ferite, perdono l'uso delle ali e attaccano Sam via terra.
- Beast (Rettiloide Aludrano): nemico rettiloide con quattro braccia, ne esistono due tipi: di pianura, color verde, più piccolo e comune che lancia palle di materia verde a ricerca; di montagna, color arancione, più grande, raro e potente che lancia palle di materia rossa, se infuriato le lancia a raffica, è possibile incontrarlo come primo boss del gioco, come boss nel livello segreto Montagne della luna e in una zona segreta negli ultimi livelli di gioco.
- Elemental (Golem di lava): gigante di lava, lancia rocce piroclastiche e si smembra in Elemental più piccoli quando è colpito. Nella versione più grande rappresenta il secondo boss principale del gioco. Le altre versioni più piccole si trovano anche nei livelli successivi come nemici ordinari
- Gizmo (Saltatore palustre rigiliano): simile ad una rana, ma dal sangue acido, danneggia Sam spiaccicandoglisi addosso. Da solo non è pericoloso, ma in gruppi può rappresentare una seria minaccia.
- Electro-Reeban Fish (Pesce Elettrico Reebaniano): nemico subacqueo, lancia scariche elettriche e tenta di colpire anche fuori dall'acqua. Ce n'è una versione gigante "bonus" nel livello delle fogne.
- Ugh-Zan III: un antico e potentissimo stregone da sempre fedele alla causa dei Mental, simile ad un demonio alto 100 metri e con quattro braccia, all'interno della Grande Piramide cercherà di colpire il giocatore con quattro armi (una per mano): lanciarazzi, rocce piroclastiche, scariche elettriche e colpi di laser. Se gravemente ferito, è in grado di rigenerare la sua salute. Si tratta del boss finale ed è sicuramente il mostro più pericoloso del gioco. Il suo unico obiettivo è eliminare Sam, pertanto colpirà e schiaccerà con noncuranza anche gli altri nemici del giocatore. Per sconfiggerlo bisogna danneggiarlo il più possibile con le proprie armi e poi di usare il laser della nave siriana.

## Livelli
Questo primo episodio è ambientato totalmente nell'antico Egitto. I livelli sono:
1. Tempio di Hatshepsut
2. Canyon sabbioso
3. Tomba di Ramsete
4. Valle dei re
5. Montagne della Luna (livello segreto)
6. Oasi
7. Dune
8. Sobborghi
9. Fognature
10. Metropoli
11. Vialetto delle Sfingi
12. Karnak
13. Luxor
14. Giardini Sacri (livello segreto)
15. Grande piramide

Nella modalità deathmatch è presente una sola mappa, "Tempio nel Deserto". Tuttavia è possibile creare o scaricare mappe cooperativa o deathmatch.

## Serious Sam HD: The First Encounter
Nel 2009 Croteam ha sviluppato un remake del gioco, chiamato Serious Sam HD: The First Encounter, pubblicato nel 2009 attraverso Steam. Il remake è dotato del motore grafico Serious Engine 3 e di texture, illuminazione, effetti e modelli 3D migliorati rispetto all'originale.